# دائما في بعض الأوقات، لكن ليس بالنادر قط
دائما في بعض الأوقات، لكن ليس بالنادر قط (بالإنجليزية: Never Rarely Sometimes Always)‏ هو فيلم دراما أمريكي بريطاني أُنتج عام 2020 من تأليف وإخراج إليزا هيتمان. شارك في التمثيل سيدني فلانيجان، تاليا رايدر، ثيودور بيليرين، ريان إيغولد وشارون فان إيتن. عُرض لأول مرة في مهرجان صندانس السينمائي في 24 يناير 2020. رُشح للتنافس على جائزة الدب الذهبي في قسم المنافسة الرئيسي في مهرجان برلين السينمائي الدولي السبعين، وفاز بجائزة الدب الفضي الكبرى للجنة التحكيم.
عُرض الفيلم في الولايات المتحدة في 13 مارس 2020 بواسطة فوكس فيتشرز.

## وصلات خارجية
- دائما في بعض الأوقات، لكن ليس بالنادر قط على موقع IMDb (الإنجليزية)
- دائما في بعض الأوقات، لكن ليس بالنادر قط على موقع ميتاكريتيك (الإنجليزية)
- دائما في بعض الأوقات، لكن ليس بالنادر قط على موقع روتن توميتوز (الإنجليزية)
- دائما في بعض الأوقات، لكن ليس بالنادر قط على موقع ألو سيني (الفرنسية)
- دائما في بعض الأوقات، لكن ليس بالنادر قط على موقع أول موفي (الإنجليزية)
- دائما في بعض الأوقات، لكن ليس بالنادر قط على موقع فيلمافينيتي (الإسبانية)
- دائما في بعض الأوقات، لكن ليس بالنادر قط على موقع قاعدة بيانات الفيلم (الإنجليزية)
- دائما في بعض الأوقات، لكن ليس بالنادر قط على موقع ليتربوكسد (الإنجليزية)
- دائما في بعض الأوقات، لكن ليس بالنادر قط على موقع كينوبويسك (الروسية)
- دائما في بعض الأوقات، لكن ليس بالنادر قط  في قاعدة بيانات الأفلام على الإنترنت (بالإنجليزية)